# Население Шпицбергена

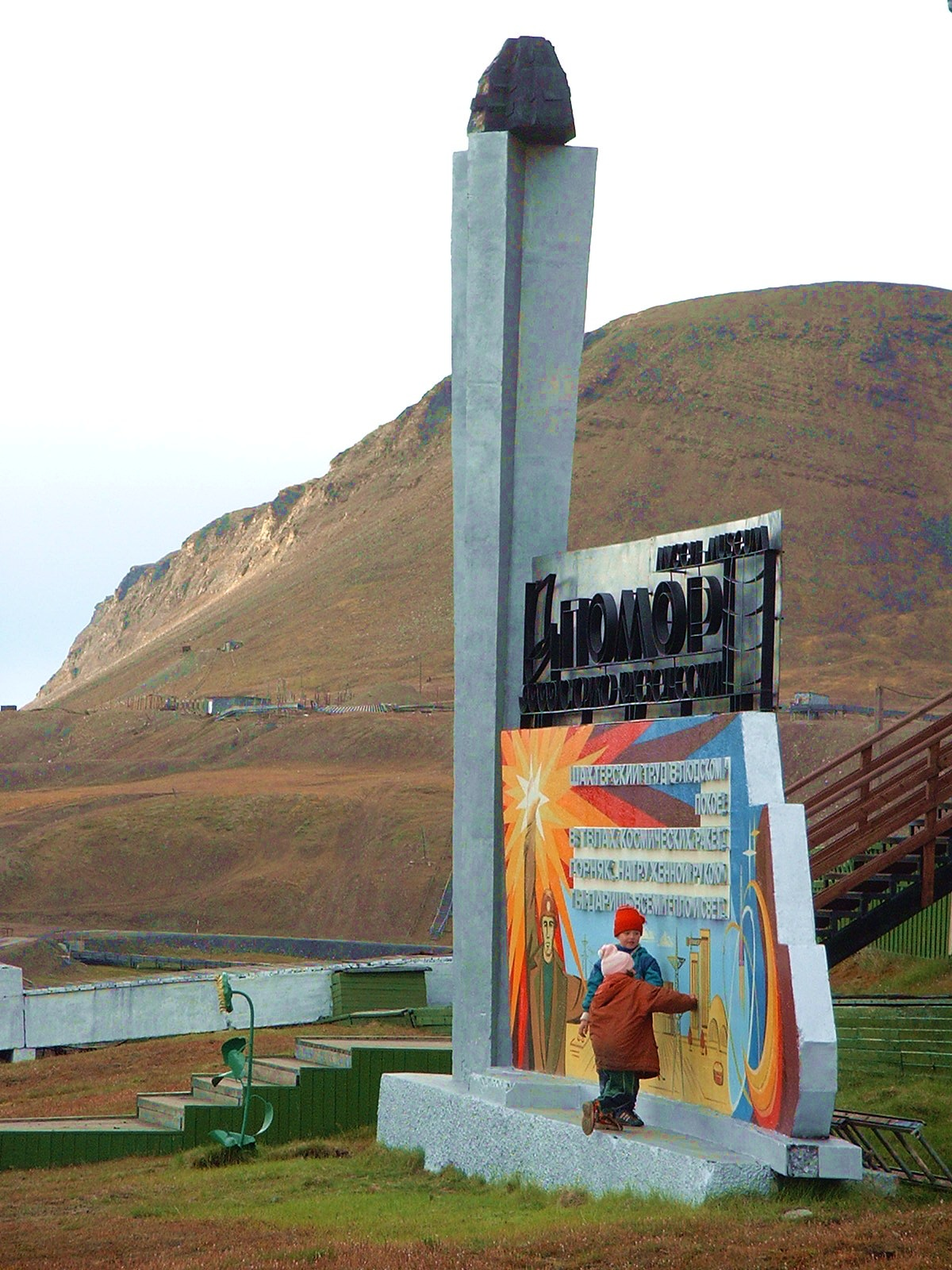
Монумент на русском языке в посёлке Баренцбург

Население архипелага Шпицберген составляло на 1 января 2012 года 2642 человекa. Из них 70,8 % — граждане Норвегии, 16,6 % — граждане РФ, проживающие в поселениях Арктикугля, 0,4 % — поляки. Остальные 12,2 % — неграждане Норвегии, постоянно проживающие на её территории, за исключением посёлков Арктикугля; среди них — граждане Таиланда, Швеции, Дании, России и Германии.
На острове действует полностью безвизовый режим, то есть имеют право проживать и работать представители всех наций, подписавших Шпицбергенский трактат 1920 года. С практической точки зрения, несмотря на отсутствие иммиграционного и таможенного контроля, суровый климат и высокая стоимость жизни в Лонгйире эффективно ограничивают трудовую миграцию работниками сферы обслуживания и туристической отрасли. После распада СССР некоторое количество бывших сотрудников Арктикугля переехало на постоянное жительство в Лонгйир, в то время как численность населения российских шахтёрских посёлков продолжала сокращаться пропорционально падению добычи угля.

## Этнический состав
Самое большое поселение — Лонгйир (около 2000 жителей, большинство — норвежцы). Оно же является административным центром архипелага.
Остальные поселения:
- российские шахтёрские посёлки: Баренцбург (470 человек), Грумант и Пирамида (законсервированы)
- норвежский международный исследовательский центр Ню-Олесунн (около 30 человек, летом более 100)
- норвежский шахтёрский посёлок Свеагрува (90 человек, с рабочими из Лонгйира более 300)
- польская исследовательская станция Хорнсунн (10 человек).

Также существует законсервированный посёлок-порт Колесбухта, ранее сообщавшийся с Грумантом железной дорогой по берегу.
В настоящее время дорога пришла в негодность, а туннель вблизи посёлка Грумант засыпан в результате подвижек грунта.
| Год  | Всего * | Норвежцы | Русские и украинцы | Поляки |  | Год  | Всего * | Норвежцы       | Русские и украинцы | Поляки |  | Год  | Всего | Норвежцы | Русские и украинцы | Поляки |
| ---- | ------- | -------- | ------------------ | ------ |  | ---- | ------- | -------------- | ------------------ | ------ |  | ---- | ----- | -------- | ------------------ | ------ |
| 1990 | 3 544   | 1 125    | 2 407              | 12     |  | 2000 | 2 376   | 1 475          | 893                | 8      |  | 2010 | 2 173 | 1 744    | 420                | 9      |
| 1991 | 3 405   | 1 135    | 2 260              | 10     |  | 2001 | 2 616   | 1 704          | 903                | 9      |  | 2011 | 2 072 | 1 695    | 370                | 7      |
| 1992 | 3 309   | 1 148    | 2 151              | 10     |  | 2002 | 2 529   | 1 570          | 950                | 9      |  | 2012 | 2 127 | 1 738    | 380                | 9      |
| 1993 | 3 017   | 1 050    | 1 958              | 9      |  | 2003 | 2 489   | 1 562          | 918                | 9      |  | 2013 | 2 227 | 1 748    | 471                | 8      |
| 1994 | 2 977   | 1 097    | 1 870              | 10     |  | 2004 | 2 375   | 1 581          | 786                | 8      |  | 2014 | 2 108 | 1 662    | 436                | 10     |
| 1995 | 2 906   | 1 218    | 1 679              | 9      |  | 2005 | 2 400   | 1 645          | 747                | 8      |  | 2015 | 2 173 | 1 692    | 471                | 10     |
| 1996 | 2 844   | 1 230    | 1 604              | 10     |  | 2006 | 2 266   | 1 645          | 535                | 10     |  | 2016 | 2 116 | 1 614    | 492                | 10     |
| 1997 | 2 827   | 1 335    | 1 482              | 10     |  | 2007 | 2 338   | 1 781          | 550                | 7      |  | 2017 | 2 003 | 1565     | 428                | 10     |
| 1998 | 2 596   | 1 438    | 1 149              | 9      |  | 2008 | 2 449   | 1 821          | 620                | 8      |  | 2018 |       |          |                    |        |
| 1999 | 2 423   | 1 476    | 939                | 8      |  | 2009 | 2 272   | 1 792 (2085**) | 470                | 10     |  | 2019 |       |          |                    |        |

| Всего * | Норвежцы, проживающие на архипелаге | Норвежцы, не проживающие на архипелаге | Русские и украинцы | Поляки |
| ------- | ----------------------------------- | -------------------------------------- | ------------------ | ------ |
| 2 573   | 1 818                               | 322                                    | 423 ***            | 10     |

* — перепись населения норвежских посёлков Лонгйир и Ню-Олесунн, российского посёлка Баренцбург, а также персонал польской исследовательской станции Хорнсунн

** — из них 293 чел. не проживающих постоянно на архипелаге 

*** — по данным на 8 сентября 2009 года 

## Языки архипелага

### Норвежский
Норвежский язык — является официальным и основным языком архипелага Шпицберген. На норвежском языке разговаривает большинство населения посёлков Лонгйир, Ню-Олесунн и Свеагрува, на архипелаге выходит еженедельная газета Svalbardposten.

### Русский
На русском языке разговаривают жители российского посёлка Баренцбург, а также некоторые жители посёлков Лонгйир, Ню-Олесунн и Свеагрува. До 1961 года на русском языке разговаривали жители посёлка Грумант, до 2000 года — жители посёлка Пирамида.

### Украинский
Украинским языком владеет часть жителей посёлков Баренцбург и Лонгйир.

### Польский
На польском языке разговаривают учёные на польской исследовательской станции Хорнсунн.

### Китайский
На китайском языке разговаривают учёные на китайской исследовательской станции Хуанхэ.

### Голландский
На голландском языке разговаривали жители посёлка Смеренбург (1660-е годы) и Итре Норскойя (XIX век), а также в некоторых других посёлках китобоев. В настоящее время[когда?] на голландском языке разговаривают некоторые жители посёлка Ню-Олесунн.

### Датский
На датском языке разговаривали жители посёлка Смеренбург в период с 1619 по 1623 и с 1625 по 1631 годы, а также посёлка Коббефьорд в период с 1631 по 1658 годы.

### Английский
На английском языке разговаривали жители посёлков китобоев, основанных в период с 1611 по 1670 годы.

### Французский
На французском языке разговаривали жители посёлка китобоев Гамбургбухта, основанного в период с 1633 по 1638 годы.

В настоящее время на французском языке разговаривают некоторые жители посёлка Ню-Олесунн.

### Шведский
На шведском языке разговаривали жители посёлка Пирамида в 1910-х годах. Позднее посёлок стал советским.

### Другие языки
В настоящее время некоторые жители посёлка Ню-Олесунн разговаривают на немецком, итальянском, японском и корейском языках.

### Ранее использовавшиеся языки
Руссенорск — пиджин на основе русского языка использовался в XVII—XIX веках как способ общения поморских и норвежских торговцев. Потребность в языке исчезла вместе с окончанием свободного передвижения между обеими странами после октябрьской революции 1917 года. Последняя сделка была заключена в 1923 году.